# 公庄駅
公庄駅（ぐじょうえき）は、京都府福知山市大江町公庄にある、WILLER TRAINS（京都丹後鉄道）宮福線の駅である。駅番号はF6。
福知山市鉄道利用増進協議会による駅の愛称は「渡船場の里駅」。駅そばを流れる由良川に舟運のための渡船場が設けられていたことに由来する。

## 歴史
1970年代まで、宮福線駅の西側に北丹鉄道の公庄駅があった（1971年休止、1974年廃止）。

### 年表
- 1988年（昭和63年）7月16日：宮福鉄道（現・北近畿タンゴ鉄道）宮福線開業と同時に設置[1]。
- 2015年（平成27年）4月1日：WILLER TRAINSへの移管により、京都丹後鉄道宮福線の駅となる。

## 駅構造
西側（宮津に向かって左側）に単式ホーム1面1線を持つ地上駅ではあるが、ホームは盛土上にある。分岐器や絶対信号機を持たないため、停留所に分類される。
無人駅で駅舎はなく、階段を登って直接ホームに入る形になっている。自動券売機は設置されていない。小規模の駅前広場を持つ。

## 利用状況
1日の平均乗車人員は以下の通りである。
| 乗車人員推移 | 乗車人員推移 |
| 年度         | 1日平均人数  |
| ------------ | ------------ |
| 1999         | 33           |
| 2000         | 33           |
| 2001         | 30           |
| 2002         | 27           |
| 2003         | 25           |
| 2004         | 25           |
| 2005         | 22           |
| 2006         | 22           |
| 2007         | 22           |
| 2008         | 30           |
| 2009         | 32           |
| 2010         | 31           |
| 2011         | 30           |
| 2012         | 26           |
| 2013         | 20           |
| 2014         | 19           |
| 2015         | 14           |
| 2016         | 11           |
| 2017         | 8            |
| 2018         | 0            |

## 駅周辺
駅前から少し西を国道175号が走る。駅からやや東を由良川が流れる。
- 公庄簡易郵便局
- 河西体育館
- 鬼の里Uターンプラザ1[3] - 移住・定住希望者のための体験宿泊施設[4]。
- 国道175号
- 京都府道492号私市大江線
- 大江バス（福知山市営バス）「公庄駅前」停留所（二箇下線：二箇下）、「公庄」停留所（大江山の家線：大江山の家 / 堺川）

バス停留所の名称は路線によって異なるが、位置そのものはほぼ同じである。

## 隣の駅
WILLER TRAINS（京都丹後鉄道）
■宮福線
快速「大江山」停車駅
下天津駅 (F5) - 公庄駅 (F6) - 大江駅 (F7)